# Крейянкур, Стефани
Стефани Крейянкур (фр. Stéphanie Crayencour; р. 2 декабря 1983, Уккел) — сценический псевдоним бельгийской актрисы и певицы Стефани Риттвегер де Мор (Rittweger de Moor).

## Биография
Взяла в качестве псевдонима девичью фамилию матери, урождённой Кленеверк де Крейянкур, внучатой племянницы Маргерит Юрсенар.
Дебютировала в театре в 1997 в постановке пьесы «Маленькие женщины».
В 2003 году покинула Бельгию, чтобы попытать удачу в Париже. В 2007 получила у Эрика Ромера свою первую роль в полнометражном кино — Астреи в ленте «Любовь Астреи и Селадона».
В качестве певицы выступала с несколькими бельгийскими и французскими исполнителями, и в 2011 году записала альбом La garçonnière, с композициями, написанными Солем.
В 2012 году номинировалась на премию Магритт в категории «самой многообещающей актрисе» (за фильм «Мифы»), а в 2020-м в категории «лучшей актрисе второго плана» (за «Эмму Петерс»).

## Фильмография

### Кино
- 2007 — Любовь Астреи и Селадона / Les Amours d'Astrée et de Céladon — Астрея
- 2009 — Оскар и Розовая дама / Oscar et la dame rose — дочь Розы
- 2010 — Kill Me Please — София
- 2011 — Наше сопротивление / Nos résistances — сестра Жанны
- 2011 — Мифы / Les Mythos — Мари Ван Вертен
- 2012 — Том-лоботряс / Tom le cancre — учительница
- 2016 — Пришельцы 3: Революция / Les Visiteurs : La Révolution — Виктория-Эглантина де Монмирай
- 2016 — Добро пожаловать в Марли-Гомон / Bienvenue à Marly-Gomont — Роза
- 2016 — Киллер поневоле / Un petit boulot — Кати
- 2016 — Не надо ему говорить / Faut pas lui dire — Яэль
- 2017 — Убийцы / Tueurs — инспектриса Селин
- 2017 — Мистер Штайн идёт в онлайн / Un profil pour deux — Жюльет
- 2018 — Эмма Петерс / Emma Peeters — Люлю
- 2020 — Прелестные / Adorables -Анни

### Короткометражки
- 2006 — Певец / Le Chanteur
- 2007 — Маски / Masques — Мари
- 2007 — Четыре основных греха / Quatre péchés capitaux
- 2015 — Ice Scream [2]
- 2017 — (Снова) развод / (Encore) une séparation — Саша

### Сериалы
- 2012 — Танец Альбатроса / La Danse de l'Albatros — Жюдит Конде
- 2012 — Планета п**д / La Planète des cons
- 2014 — Теневые советники / Les Hommes de l'ombre (телесериал) — Роз Сарфати
- 2015 — Почти как все / Presque comme les autres[3]
- 2017 — 2018 — Пансион Шамуа / Les Chamois — Эмма Леруа
- 2019 — Платан / Platane — Полина
- 2024 — New Look: Революция стиля / The New Look — Биатрис

### Документальное кино
- 2010 — В компании Эрика Ромера / En compagnie d'Eric Rohmer
- 2013 — Маргерит Юрсенар, алхимия пейзажа / Marguerite Yourcenar, alchimie du paysage

## Комментарии
1. ↑  Согласно ежегоднику État présent de la noblesse belge (1997, p. 131; 2011, p. 474). В ряде изданий и специализированных интернет-ресурсов приведены даты 1984, 1985 и 1986